# I Know That Name
I Know That Name is het studioalbum van Paul Carrack van 2008. Muziekalbums van Carrack verschijnen al tijden op zijn eigen platenlabel Carrack UK, uit teleurstelling over de commerciële muziekwereld. Het album bevat een aantal covers en eigen composities. De lijst van musici verschilt per track, waarbij een grote rol is weggelegd voor saxofonist Steve Beighton. Op track 2 zingt een tweetal Eaglesleden mee. Bijna alle liedjes zijn opgenomen in de RAK Studios in Londen.

## Musici
- Paul Carrack – zang en bijna alle instrumenten behalve
- David Davidson, David Angell – viool ; Kristin Wilkinson – altviool ; John Catchings – cello; Chad Cromwell – slagwerk; Craig Young – basgitaar; Rob Mcnalty – gitaar; Mike Robson – toetsinstrumenten; Jackie Wilson, Drea Rhenee – achtergrondzang; Quentin Ware – trompet; Barry Green –trombone en Mark Douthit – saxofoons (1)
- Steve Beighton – saxofoon (2, 3, 4, 6, 8, 9, 11)
- Ed Collins – trompet (2, 3, 4, 6, 8, 9, 11)
- Don Henley, Timothy B. Schmit – achtergrondzang (2
- Lindsay Dracaso – achtergrondzang (3, 4, 6, 8, 9, 11)
- Michael Martin, Carlton Ogilvie – toetsinstrumenten (7)
- Stanley Andrew – gitaar (7)
- Colin Mcneish – basgitaar (7)
- Lily Yoncheva – percussie (7)
- Henry Tenyue – trombone (7,10)
- Patrick Tenyue – trompet (7,10)
- Brian Edwards – saxofoon (7,10)
- Sam Moore – achtergrondzang (8)

## Composities
Alle liedjes geschreven door Carrack, behalve waar aangegeven:
1. Ain’t no love in the heart in the city (Michael Price en Dan Walsh)
2. I don’t want to hear any more
3. It ain’t easy (to love somebody)
4. No doubt about it
5. I don’t want your love (I need your love) (single in 2009)
6. Stay awake (I’m coming home) (Carrack en Chris Dilford)
7. Just 4 tonite
8. Love is thicker than water (Carrack en Dilford)
9. If I don’t know love
10. Who am I ?
11. Eyes of blue
12. Am I in that dream?